# نوکیا اکس‌ال
نوکیا اکس‌ال (انگلیسی: Nokia XL) گوشی هوشمندی است که توسط نوکیا طراحی و در فوریه ۲۰۱۴ عرضه شد.